# Весслин, Сара
Сара Весслин (род. 7 ноября 1991, Порвоо, Уусимаа) — колтта-саамская журналистка и ведущая новостей из Финляндии, а также активная защитница колтта-саамского языка, родного языка её бабушки Ольги. Она добилась от Министерства образования и культуры Финляндии финансирования для Северного ресурсного центра по саамским языкам.
В октябре 2019 года она была признана одной из «вдохновляющих и влиятельных женщин», представленных в программе Би-би-си «100 женщин». Весслин использовала свои медиа-ресурсы и доступ к популярной культуре, чтобы возродить колтта-саамский язык. Она также сосредоточилась на обучении этому языку женщин, которые, по её мнению, играют огромную роль в сохранении языка в своих семьях. В июне 2020 года она вошла в шорт-лист премии One Young World Journalist of the Year.

## Фон
Весслин родилась в Финляндии в начале 1990-х годов, с 2013 году работает журналисткой в финской телерадиокомпании Yle, изначально — в отделе новостей. Весслин живёт в Инари на крайнем севере Финляндии и является одной из двух журналистов, в настоящее время вещающих по радио и телевидению на коллта-саамском языке (второй — Эркки Гаурилофф). Она пишет рассказы и представляет новости на колтта-саамском, северносаамском и финском языках. Весслин помогала Тиине Санила-Айкио, президенту саамского парламента Финляндии, которая также способствовала возрождению языка и культуры колтта-саамов.
В 2006 году немногие люди моложе 30 лет могли говорить на колтта-саамском языке. За прошедшие годы Весслин способствовала использованию этого языка в правительстве, СМИ и в финской профессиональной жизни. Весслин была удивлена включению её в программу Би-би-си «100 женщин»: «Если подумать о современном мире, когда находящихся под угрозой исчезновения языки все время умирают и исчезают, то, что я могу выполнять свою работу на колтта-саамском языке, на котором говорят около 300 человек — своего рода привилегия». Согласно её словам, телевизионные новости на колтта-саамском языке приветствовались аудиторией, особенно теми, кто не пользуется Интернетом, поскольку теперь у людей появляется возможность следить за новостями на своем родном языке.